# Neftekachka (Séverskaya, Krasnodar)
Neftekachka (del ruso: Нефтекачка) es un posiólok del raión de Séverskaya, en el krai de Krasnodar de Rusia. Está situado entre el Kubán y las vertientes septentrionales del Cáucaso, 10 km al este de Séverskaya y 25 km al suroeste de Krasnodar, la capital del krai. Tenía 33 habitantes en 2010.
Pertenece al municipio Afípskoye.
Se encuentra situado al oeste de la refinería de Afipski.